# خالدي (إله)
خالدي أو هالدي كان أحد الآلهة الثلاثة الرئيسيين في مملكة أورارتو. كان إلهًا محاربًا يصلي له ملوك أورارتو من أجل الانتصارات في المعركة. تم تصوير خالدي على أنه رجل بأجنحة أو بدون أجنحة، يقف على أسد.
يقع مزاره الرئيسي في معبد مصاسر. كانت المعابد المخصصة لخالدي مزينة بأسلحة مثل السيوف والحراب والأقواس والسهام والدروع المعلقة على الجدران وكانت تعرف أحيانًا باسم «بيت السلاح».

## تاريخ

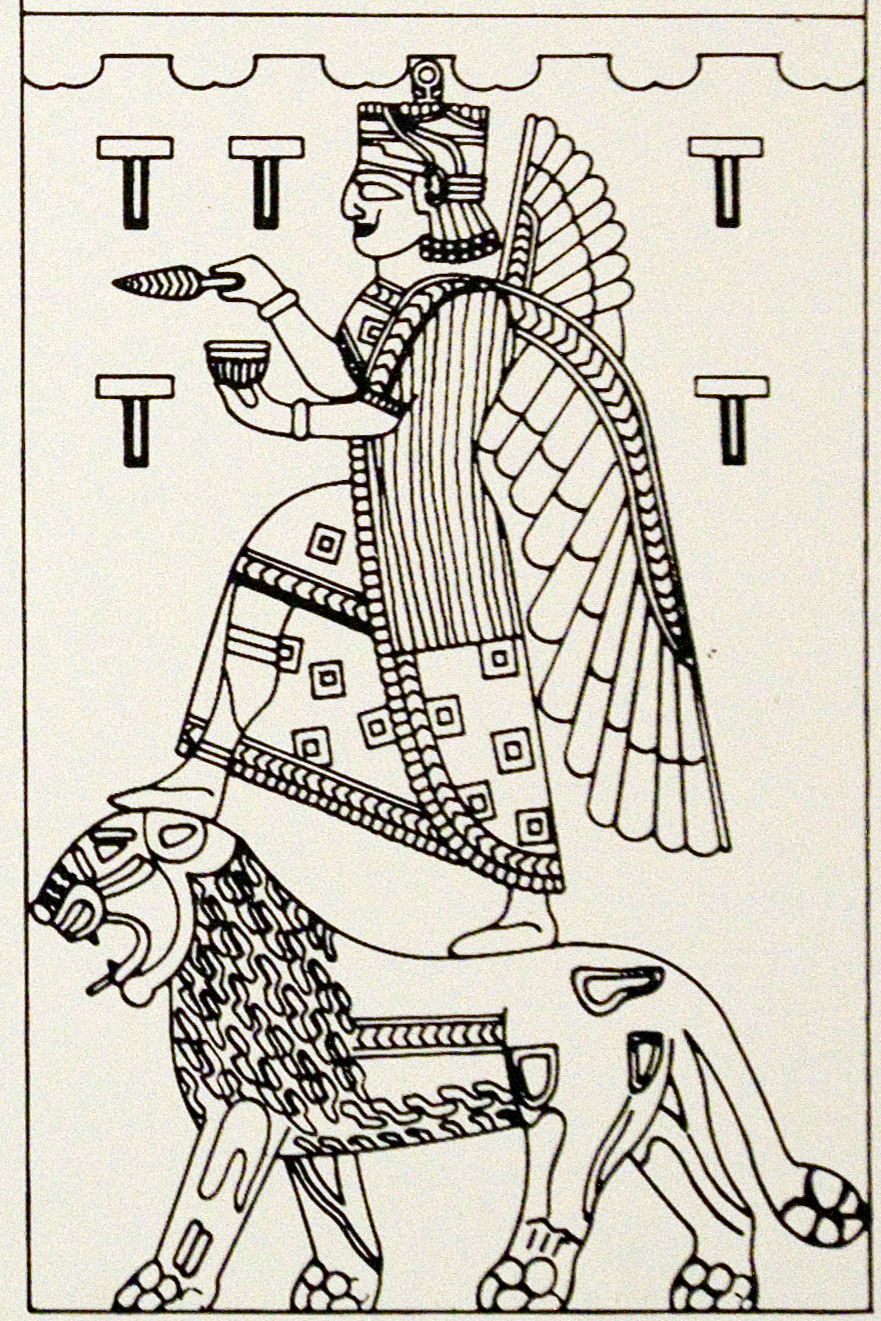
الرب خلدي على ختم الملك روسا

خالدي في الأصل ليس إلهًا اورراتيًا، بل إله مدينة مصاسر. هناك توثيق لأسماء ثيوفورية مع المكون خالدي منذ العصر الآشوري الأوسط. يشير سالفيني Salvini إلى أن أقدم النقوش الأورارتية المعروفة في قلعة ساردور في فان لا تذكر خالدي. ويعزو إلى يشبويني Išpuini إدخال عبادة خالدي إلى أورارتو ويعتبرذلك «أهم عمل سياسي له».
مدينة خالدي (Ḫaldei pātare، d ḫal -de-i pa-a-ta-re) موثقة في نقوش الملك منوا Menua بالقرب من غوزاك Güzak على بحيرة وان والنقش الصخري في كايزاران Kaisaran . وفي نصب يازياي طاش Yazılıtaş للملك منوا ترد مدينة خالديريلوخي Ḫaldiriluḫi في مملكة دياويخي Diaueḫe ، " التي انتزعها الملك منوا جنبا إلى جنب مع بالتوليخي Baltuliḫi من مملكة دياويخي ودمجها في مملكته. يحاول ساغونا Sagona تأصيل اسم خالديريلوخي إلى الرب خالدي، ويضع موقع المدينة، كما يفعل كل من دياكونوف Diakonoff وكاشكاي Kashkai،  على بحيرة شيلدير. يشكل هذا الأمر دليلا على عبادة خالدي خارج اورارتو. يفترض إيفال أن خالدي يمتلك أيضًا معبدًا ففي ماناي.
أقام روسا الأول على منحدر شديد الانحدار فوق نور بايزيت قلعة تسمى خالدي اور d calledal-di-ei URU KUR.

## عبادة
تتخطى عبادة خالدي بوضوح عبادة جميع الآلهة الأخرى، سواء في عدد المعابد المكرسة له أو في عدد القرابين المخصصة له. على سبيل المثال، يرد في نقش مهير كابيسي Meher Kapısı عدد الأضاحي: 17 بقر، 34 خروف، 6 حملان لخالدي. وبالنسبة للإله الأعلى التالي، يتم التضحية لإله الطقس تيشيبا Teišeba ، بستة أبقار فقط و 12 رأسًا من الأغنام كأضحية؛ الغالبية العظمى من الآلهة تتلقى ثور واحد واثنين من الأغنام فقط. بسبب الاكتشافات في معبد آيانيس Ayanis، يفترض سيلينجيروغلو Çilingiroglu (2004)، أنه تم التضحية بحبوب للإله خالدي أيضًا.
كان خالدي يعبد في المعابد البرجية (susi). الصورة الآشورية للمعبد في مصاسر. تُظهر على جانبي الباب رمحًا كبيرًا، ربما يمثل صورة لرمح Šuri .

## الايقونوغرافية

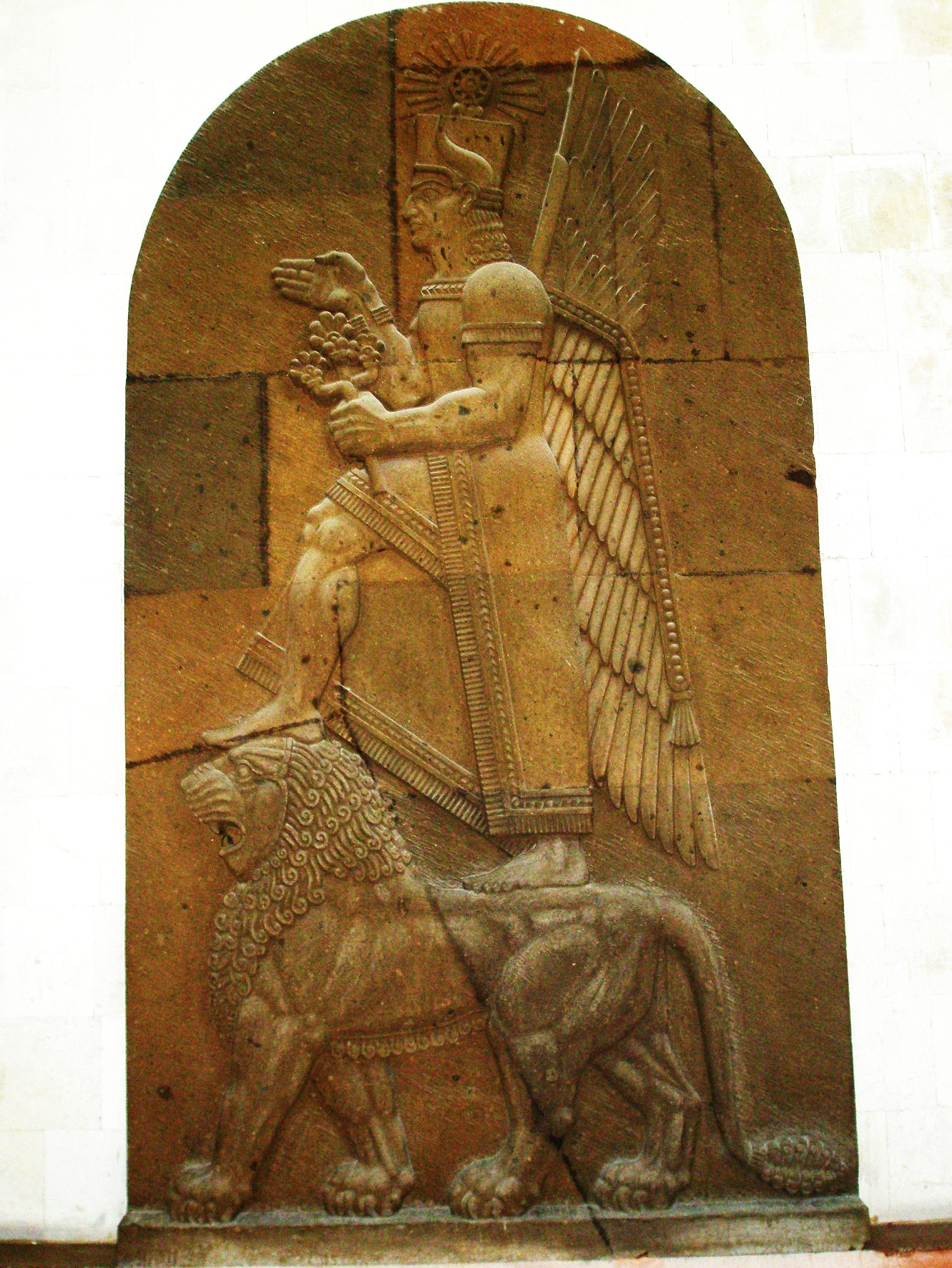
خالدي، تحت نافر من قلعة إريبوني.

على قطعة طقسية أورارتية مبكرة من يوكاري انزاف Yukarı Anzaf ، وهي عبارة عن درع، يحمل الإله الأول رمح يقدح شررًا / مُشع (GIŠšuri)، وتحيط بساقيه كذلك هكذا نبران وأشعة، بينما تحيط الجزء العلوي من جسمه أشعة أطول (daši).  ثم يمثل خالدي عادة واقفًا على أسد مسروج. والسرج مزود بزر معروف مثلًا من تمثيل أحزمة البرونزية أخرى. سلاحه هو GIŠšuri، ربما رمح. عُثِر على تصوير للرمح من بين أشياء أخرى في آيانيس، وكان سلاح مصنوع من النحاس الأصفر، وبالتالي كان لامعًا للغاية. لاحقًا، لم يعد خالدي يجسم، إنما يُمثل مجازيًا برمحه Šuri في المعابد. يفترض بيرنبيك Bernbeck أنه حتى سرجون في مصاسر لم يغنم تمثال مجسم لخالدي، بل غنم رمح Šuri .